# Sture Allén
Sture Allén, född 31 december 1928 i Lundby församling i Göteborg, död 20 juni 2022 i Biskopsgårdens distrikt i Göteborg, var en svensk språkforskare, professor i språkvetenskaplig databehandling vid Göteborgs universitet 1972–1993, ledamot av Svenska Akademien sedan 1980 och dess ständige sekreterare 1986–1999. Han invaldes i Svenska Akademien den 2 oktober 1980 och tog sitt inträde 20 december samma år, som efterträdare till Carl Ivar Ståhle på stol nr 3.

## Biografi
Allén blev filosofie doktor i nordiska språk vid Göteborgs universitet 1965 på en grafematisk  studie av Johan Ekeblads brev. Han var verksam som amanuens och lärare vid Göteborgs universitet 1952–1965, blev extra ordinarie docent i nordiska språk 1965, ledare för Forskningsgruppen för modern svenska 1966, var tillförordnad professor i nordiska språk 1967–1969, tilldelades en särskild forskartjänst vid Statens humanistiska forskningsråd 1970, var professor i språklig databehandling där 1972–1979, var professor i språkvetenskaplig databehandling vid Göteborgs universitet 1979–1993 samt prorektor vid Göteborgs universitet 1980–1986 (samt rektor under ett år).
Allén blev ledamot av Kungliga Vetenskaps- och Vitterhets-Samhället i Göteborg (KVVS) 1976, ledamot av Kungliga Vitterhets Historie och Antikvitets Akademien 1988, filosofie hedersdoktor vid Åbo Akademi 1988), ledamot av Academy Europe 1989, ledamot av Ingenjörsvetenskapsakademien 1990, hedersledamot av Svenska Litteratursällskapet i Finland 1991, korresponderande ledamot av Societas Scientiarum Islandica 1991, ledamot av Det Norske Videnskaps-Akademi i Oslo 1994, ledamot av Finska Vetenskaps-Societeten år 2000 samt hedersledamot i Göteborgs nation vid Uppsala universitet 1994 och i Göteborgs nation vid Lunds universitet 2004. Han var vidare vice ordförande i Svenska språknämnden i tjugo år och ordförande i Svenska Vitterhetssamfundet 1984-2013. 
Allén tog under sin tid som ständig sekreterare i Svenska Akademien initiativ till flera framåtsyftande och uthålliga projekt, såsom bokserien Svenska klassiker utgivna av Svenska Akademien och programserien Kvällar på Svenska Akademien. Härtill initierade han flera datorstödda lexikala projekt, bland annat redovisade i Svensk ordbok utgiven av Svenska Akademien (i två band, 2009) och var också initiativtagare till Svenska Akademiens grammatik (i fyra band, 1999). Han var ledamot av Svenska Akademiens Nobelkommitté 1987–1999. 
Under 1980-talet hade Allén en stående programpunkt i Gomorron Sverige under Fredrik Belfrages programledarskap, där han svarade på tittarfrågor kring svenska språket. I TV och radio framträdde han också under många år i program som På ren svenska och Språkligheter.
Allén var Akademiens ständige sekreterare under den i medier uppmärksammade så kallade Salman Rushdie-affären 1989, i vars kölvatten Kerstin Ekman och Lars Gyllensten slutade delta i Akademiens arbete.

## Familj
Sture Allén var son till ingenjör Bror Allén och Hanna Allén, född Johansson. Han gifte sig 1954 med speciallärare Solveig Jansson, dotter till möbelsnickare Hjalmar Jansson och Klara Jansson, född Karlsdotter.
Han var far till radioprogramledaren Ingemar Allén.

## Priser och utmärkelser
- Svenska Akademiens språkvårdspris 1979
- Chester Carlsons forskningspris 1988
- Margit Påhlsons pris 2000

### Uppslagsverk
- Gafvelin, Elisabeth, red (1998). Vem är det: Svensk biografisk handbok 1999. Stockholm: P. A. Norstedt & Söners Förlag. sid. 33. ISSN 0347-3341. ISBN 91-1-300536-7